# Szeleukeia
Szeleukeia (görög  Σελεύκεια, egyes magyar szövegekben Szeleukia, latinosan Seleucia) jelentős város volt Mezopotámiában a Szeleukida, pártus és szászánida birodalmak idején, a Tigris folyónál Ktésziphónnal szemben, a mai Irak Bagdad kormányzóságában .

## Neve
Nevét Szeleukosz Nikatórról, az első szeleukida uralkodóról kapta, aki Kr. e. 305-ben megnagyobbíttatta a város helyén korábban is létezett települést, és a székhelyévé tette. Több azonos nevű város közül a legnagyobb volt. Ezektől néha "a Tigrisnél lévő Szeleukeia" néven különböztették meg.
A nesztoriánus egyház zsinati szövegei Szalík (szír nyelven ܣܠܝܩ), vagy néha Máhozé (ܡܚܘܙ̈ܐ) néven emlegetik Szeleukeia-Ktésziphónt. A szászánidák a keleti várost Ver-Ardasírnak nevezték, az arabok Bahuraszírnak.

## Története

### A szeleukidák idején
Szeleukeiát 305 körül alapították. A pontos dátum nem bizonyított, 302 és 307 közt több évszám is felmerült. Alapítás alatt a már korábban ezen a helyen álló város megnagyobbítását és fővárossá emelését értjük. Az alapító Szeleukosz Nikatór egyike volt a Diadokhoszoknak, azaz Nagy Sándor azon hadvezéreinek, akik a király halála után a meghódított területeket felosztva uralkodókká váltak. Szeleukosz nem sokkal később Antiokheiaába (a mai Szíria északi részébe) tette át a székhelyét, de Szeleukeia addigra már jelentős kereskedelmi, kulturális és regionális központtá vált. Görögök, szírek és zsidók lakták.
A város azon a helyen állt, ahol a Tigris találkozott a folyót az Eufrátesszel összekötő jelentős csatornával és így Szeleukeia mindkét nagy vízút kereskedelmébe bekapcsolódhatott. A Kr. e. 3. és 2. században a nagy hellenisztikus városok egyike volt. Alexandriához volt mérhető, és nagyobb lehetett Antiokheiánál is. Városfalai az ásatásokból kiolvashatóan legalább 550 hektárt kerítettek körbe. Ennek alapján a lélekszáma kezdetben több, mint százezres lehetett, és később még nagyobb. Agglomerációjával együtt félmilliós lélekszámú lehetett.
Polübiosz a peligánesz szót használja Szeleukeia vezetőire, ami makedón gyarmatra utal. Pauszaniasz feljegyzi, hogy Szeleukosz babiloniakat is letelepített itt. Az ásatások megerősítik, hogy a városnak jelentős nem görög kultúrájú népessége volt.
Kr. e. 141-ben az I. Mithridatész vezette Pártia elfoglalta a várost, és Szeleukeia a birodalmuk nyugati fővárosa lett. Tacitus leírása szerint Szeleukeia még a pártus uralom alatt is hellenisztikus város maradt. Ókori szövege állítása szerint 600 ezer lakója volt, és 300 fős szenátus irányította. A nyugati világ egyik legnagyobb városa volt: csak Róma, Alexandria, és esetleg Antiokheia lehetett népesebb.
Kr. e. 55-ben sorsdöntő csatát vívott Szeleukeia közelében az Aulus Gabinius római vezér, Szíria kormányzója által is támogatott pártus uralkodó, III. Mithridatész és a korábban trónfosztott II. Orodész. Az uralkodót legyőzték, és ismét Orodész lett a király.
Kr. e. 41-ben mintegy ötezer babilóniai zsidót mészároltak le Szeleukeiában (Josephus, Ant. xviii. 9, § 9).
117-ben mezopotámiai hódítása közben Traianus római császár felégette Szeleukeiát. A következő évben azonban utóda, Hadrianus visszaadta a várost a pártusoknak. A város ekkor pártus stílusban épült újjá. 
Avidius Cassius római hadvezér 165-ben teljesen leromboltatta a várost.

### A szászánidák idején
Több, mint hatvan évvel később I. Ardasír az Újperzsa Birodalom alapítója új várost építtetett a folyónál, Veh-Ardasír néven. Erről sokáig azt hitték, hogy Szeleukeia helyén épült, de olasz ásatások azt tárták fel, hogy nem az egykori Szeleukia vagy Ktészifón volt a helyszín.   
Az első századtól Mezopotámiában már voltak keresztény templomok, és az új Szeleukeia a 3. és 4. században jelentős keresztény központ volt.  

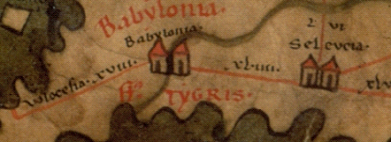
Szeleukeia a 4. századi Tabula Peutingeriana térképen.

A keresztényeket gyakran üldözték, I. Jazdagird uralkodásáig (399-421), aki vallásbékét hirdetett, majd uralkodása utolsó éveiben visszatért a keresztényüldözéshez.

## Külső hivatkozások
- University of Turin excavation web site
- Seleucia on the Tigris, Iraq Archiválva 2012. május 27-i dátummal az Archive.is-en

## Fordítás
Ez a szócikk részben vagy egészben  a   Seleucia című angol Wikipédia-szócikk ezen változatának fordításán alapul.  Az eredeti cikk szerkesztőit annak laptörténete sorolja fel. Ez a jelzés csupán a megfogalmazás eredetét és a szerzői jogokat jelzi, nem szolgál a cikkben szereplő információk forrásmegjelöléseként.